# Жуль Паскін
Жюль Паскен (фр. Jules Pascin власне Юліус Мордехай Пінкас; 31 березня 1885, Видин, Болгарія — 2 червня 1930, Париж) — живописець і графік Паризької школи.

## Біографія
Народився в прикордонному болгарському місті Видин у багатодітній сефардській сім'ї, був восьмою дитиною з одинадцяти. Батько — торговець зерном, Маркус Пінкас. Бізнес великого сімейства Пінкасів (спочатку з Русе), одного з найзаможніших у Видині, був пов'язаний із закупівлею та експортом кукурудзи, рису і соняшнику. Старші брати і сестри Жюля народилися в Земуні, де після переїзду з Трієста жила сім'я його матері, уродженої Софії Руссо. Розмовною мовою в родині була сефардська (єврейсько-іспанська).
У 1892 році переїхав з батьками в Бухарест; чотирма роками пізніше був відправлений вчитися в інтернат у Відні. Після закінчення інтернату в 1901 році працював у батьківській фірмі «Marcus Pincas & Co» в Бухаресті, поки наступного року знову не повернувся до Відня, де з 1901 року жила його сестра Ребекка і її чоловік Авраам Альфред Йерохам. Навчався живопису у Відні (1902—1904), художній школі Моріца Хаймана (Moritz Heymann) у Мюнхені (1904—1905), Берліні (1905), співпрацював з сатиричними виданнями «Simplicissimus» і «Lustige Blätter». 24 грудня 1905 року прибув до Парижа, працював у студії на Монпарнасі, потім на Монмартрі, став підписуватися псевдонімом-анаграмою Pascin. Був завсідником кафе «Дім» і «Селект», отримав дружні прізвиська «Князь Монпарнаса», «Князь трьох пагорбів». У 1907 році познайомився з Ерміною Давид (онукою Жака-Луї Давида, в той час натурницею, пізніше художницею), на якій одружився у 1918 році вже в США.
Перша персональна виставка Паскіна відбулася в берлінській галереї Пауля Кассірера у 1907 році. На замовлення Кассірера ілюстрував Генріха Гейне (1910), виставлявся на Берлінському Сецесіоні (1911), на Арморі-Шоу в Нью-Йорку (1913), в паризькому Осінньому салоні, Салоні незалежних (1913). У вересні 1914 року, рятуючись від військової служби і завдяки фінансовій підтримці старшого брата Йосифа М. Пінкаса, через Лондон переїхав до Нью-Йорка, де прожив до 1920 року, отримавши американське громадянство (20 вересня 1920). У 1915 році до нього в Нью-Йорк переїхала і Ерміна Давид, з якої вони щозими проводили час разом у південних штатах (Техас, Луїзіана, Південна Кароліна, Флорида) і на Кубі.
Повернувся до Парижа, багато подорожував — Алжир (1921), Туніс (тричі — 1908, 1921, 1924, в останній раз із заїздом в Алжир), Італія (1925), південь Франції (Марсель, Кассис, Сен-Тропе, Санарі-сюр-Мер). У 1926 році їде в Палестину, але залишає корабель в Піреї, знову відвідує Туніс, Каїр і через Олександрію повертається в Париж. У серпні 1927 року повертається в США, де до нього приєднується Люсі Крог (первинне ім'я Сесіль Віділь — фр. Cecile Vidil 1891—1977), з якою у нього був романтичний зв'язок ще в 1910 році і знову у 1920-му, коли вона вже була одружена з Пером Крогом. Бере участь у колективній виставці в Бруклінському музеї і у Нью-Йоркському музеї сучасного мистецтва. У червні 1928 року разом з Люсі повертається в Париж, але незабаром подорожує Португалією та Іспанією (1929).

### Загибель

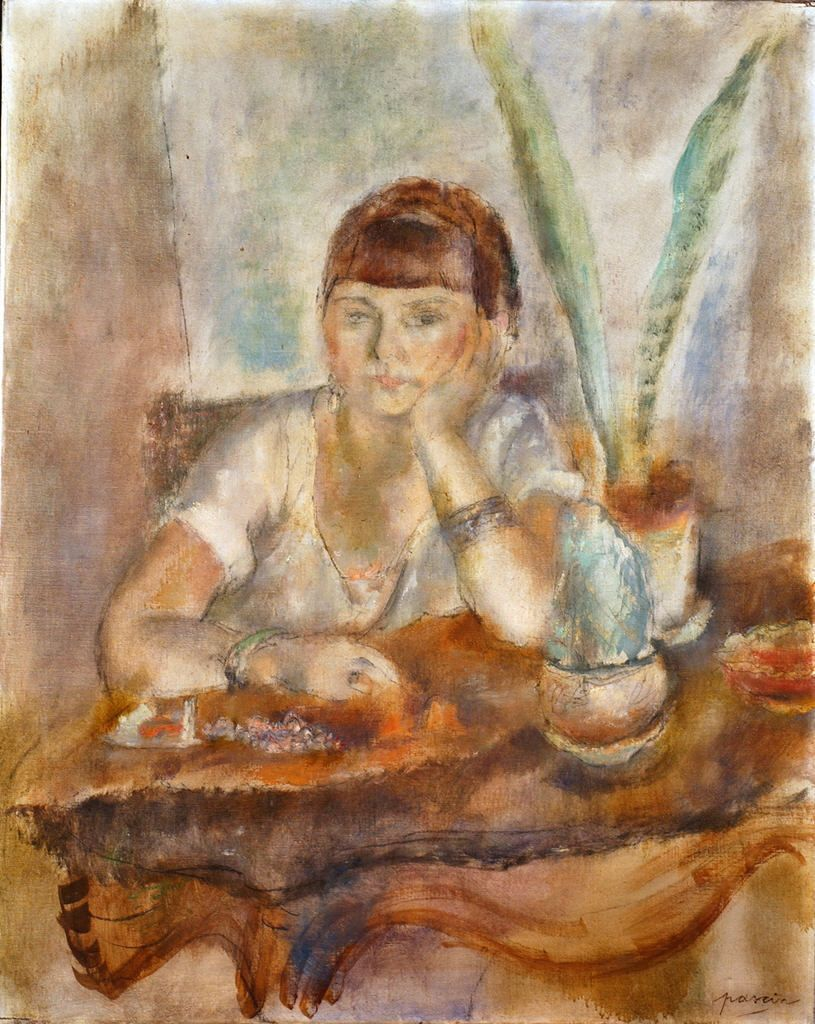
Портрет Мімі Лоран (1927-1928)

Нью-Йоркську виставку 1930 року негативно оцінили критики. Паскін, що з юності страждав депресіями й весь час сумнівався у власному дарі, заподіяв собі смерть, повісившись у паризькій майстерні й залишивши на стіні напис кров'ю «Вибач, Люсі». Все своє майно і картини заповідає Ерміні Давид і Люсі Крог. У день його похорону 7 червня всі паризькі галереї були закриті.

## Творчість
Блискучий карикатурист, Паскін залишився в історії мистецтва автором виразних і точних портретів («Турецька родина», 1907; «Ерміна в блакитному капелюсі», 1918; «Портрет Мімі Лоран», 1927–1928), сміливих і, разом з тим, поетичних акварелей і пастелей ню («Спляча Венера», 1927), моделями яких найчастіше були повії.
Його власний емоційний портрет залишив Ернест Гемінгвей у книзі «Свято, яке завжди з тобою» (розділ «У кафе „Купол“ з Пасхіним») після того, як однієї з ночей 1923 року зустрів його в кафе у супроводі двох натурниць.
Єдиний прижиттєвий монографічний огляд, присвячений творчості Паскіна, вийшов у серії «Les Artistes Juifs» у 1928 році (Georges Charensol, Jules Pascin; Éditions «Le Triangle»).